# Anapontonia denticauda
Anapontonia denticauda is een garnalensoort uit de familie van de Palaemonidae. De wetenschappelijke naam van de soort is voor het eerst geldig gepubliceerd in 1966 door Bruce.